# Liste der Monuments historiques in Corquoy
Die Liste der Monuments historiques in Corquoy führt die Monuments historiques in der französischen Gemeinde Corquoy auf.

## Liste der Bauwerke
| Bezeichnung        | Beschreibung                  | Standort | Kennzeichnung | Schutzstatus | Datum | Bild           |
| ------------------ | ----------------------------- | -------- | ------------- | ------------ | ----- | -------------- |
| Kirche St-Martin   | Erbaut im 12. Jahrhundert     | (Lage)   | PA00096778    | Inscrit      | 1926  | weitere Bilder |
| Ehemaliges Priorat | Erbaut im 12./13. Jahrhundert | (Lage)   | PA00096779    | Inscrit      | 1926  | weitere Bilder |